# Bolandistas
Os bolandistas (em latim: Bollandistæ) são um grupo de jesuítas cujo nome é uma homenagem ao seu fundador, o padre belga Jean Bolland (por vezes aportuguesado para João Bolando) (1596–1665). Os bolandistas sofreram perseguições, principalmente quando da supressão dos jesuítas, mas sobreviveram. Por suas mãos passaram todos os martirológios.
Esta sociedade de padres foi constituída com a finalidade científica de recolher e submeter a exame crítico toda a literatura hagiográfica existente, completando o que haviam omitido os antigos compiladores, valorizando as fontes relativas aos santos a que se referem os martirológios, distinguindo os dados historicamente verdadeiros dos falsos e lendários, reconstruindo assim a história e a espiritualidade dos que a Igreja reconhece como santos e beatos.
O precursor dos bolandistas foi Heriberto Rosweyde (1564–1629). Sua herança foi recolhida pelo jesuíta João Bollando (Jean Bolland). Este sacerdote modificou seu plano inicial, aperfeiçoando-o com a ajuda de Godfrey Henschen (1601–1681).
Sua obra maior tem por título Acta Sanctorum (Feitos dos Santos), uma coleção que em 1867 já contava com treze volumes, e que foi reeditada várias vezes.
A publicação das Acta Sanctorum foi iniciada em 1643, com os volumes dos santos do mês de janeiro, sendo, então, muito apreciada, inclusive por parte dos protestantes.
Em 1723, com a supressão da Companhia de Jesus, foram interrompidas as atividades.
Depois da supressão, o abade e a comunidade de Cônegos Premonstratenses da Abadia de Tongerloo, na província de Antuérpia, na Bélgica, empreenderam todos os esforços para continuar a publicação dos Acta Sanctorum e Analecta Belgica, sendo que quatro de seus cônegos colaboraram com os antigos bolandistas nesta gigantesca publicação.
A sociedade dos padres bolandistas foi reconstituída entre 1836 e 1838, e em 1845 foi editado o primeiro volume do novo grupo.
Em 1882 teve início a publicação dos Analecta Bollandiana ou Analecta Belgica. Em 1891 surgiu o Boletim de Publicações Hagiográficas. E desde 1896 têm eles publicado uma série intitulada Subsidia Hagiographica.
Esses padres jesuítas, grandes historiadores, que subvencionados pelo reino da Bélgica, há três séculos vêm pesquisando a hagiografia de modo irrefutável.
Atualmente existem núcleos na Bélgica e em Roma, junto à Congregação para a Causa dos Santos.